# Papaipema harrisii
Papaipema harrisii är en fjärilsart som beskrevs av Augustus Radcliffe Grote 1881. Papaipema harrisii ingår i släktet Papaipema och familjen nattflyn. Inga underarter finns listade i Catalogue of Life.